# Russerhærgningerne
Russerhærgningerne (svensk rysshärjningarna) er en almindelig svensk betegnelse på den russiske flådes terroraktiviteter mod civilbefolkningen langs den svenske kyst af Østersøen. De mest intense hærgninger foregik mod slutningen af Den store nordiske krig (1719–1721), men både før og efter var der russiske styrker, som hærgede langs svenskekysten. Hensigten var at plyndre og brænde for at tvinge den svenska regering til at give efter i fredsforhandlingerne på Åland, hvor Sveriges repræsentant Georg Heinrich von Görtz forhalede forhandlingerne i afventen på militær hjælp fra England.